# Miodunka długolistna
Miodunka długolistna (Pulmonaria longifolia (Bastard) Boreau) – gatunek roślin z rodziny ogórecznikowatych (Boraginaceae). Występuje naturalnie w Wielkiej Brytanii (południowa Anglia), Holandii, Belgii, Francji, Hiszpanii oraz Portugalii. Ponadto jest uprawiany jako roślina ozdobna. We Francji występuje w całym kraju, jednak we wschodniej części jest rzadko spotykany. 

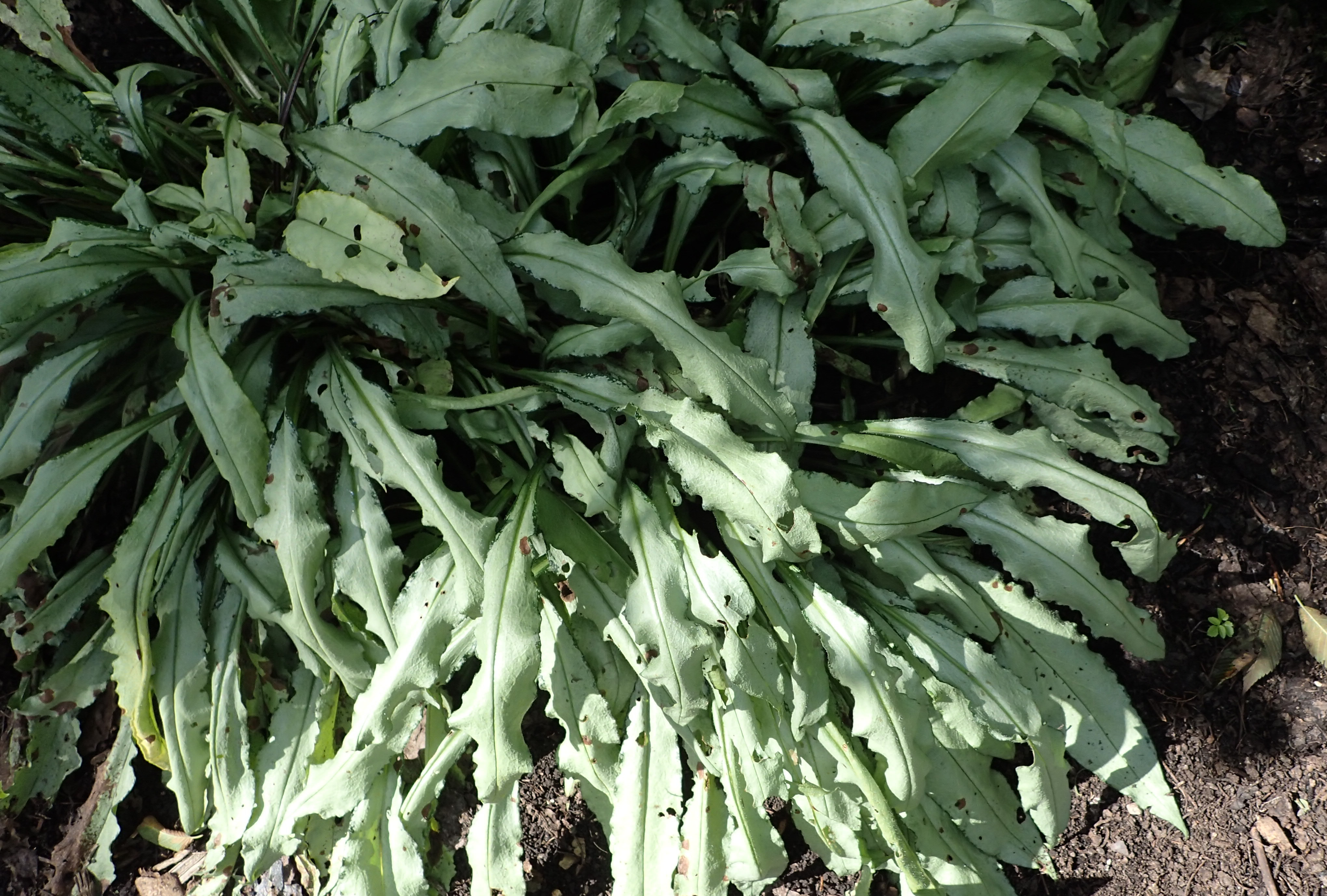
Kultywar 'Diana Clare'

## Morfologia
PokrójZimozielona bylina dorastająca do 10–50 cm wysokości. Łodyga jest prosta, relatywnie gruba, pokryta grubym, szczeciniastym i gruczołowatym owłosieniem o białawej barwie i długości 0,4–1,5 mm, pozbawiona łusek u nasady. Kłącza osiągają 1,4–9,6 (jednak najczęściej 2,7–4,4) cm długości i 0,5–1,5 (jednak najczęściej 0,7–1,3) cm szerokości.
LiścieDojrzałe liście odziomkowe są nieco szorstkie, mierzą 20–55 cm długości i 2,5–5,5 cm szerokości, pokryte są białymi lub bladozielonymi plamkami na górnej powierzchni, mają wąsko lancetowaty kształt, z nasadą powoli zbiegającą po ogonku i spiczastym wierzchołkiem. Blaszka liściowa jest 6–9 razy dłuższa niż szeroka, po obu stronach mniej lub bardziej pokryta gruczołami. Ogonek liściowy jest skrzydlaty, krótszy niż blaszka. Liści łodygowych jest 7–9, są siedzące (nasadą w połowie obejmujące łodygę), mają jajowato lancetowaty kształt ze spiczastym wierzchołkiem, mierzą 5,3–6,7 (maksymalnie 8,1) cm długości i 2,1 cm szerokości.
KwiatyZebrane są po 1–5 w rozgałęzione, gruczołowato owłosione, gęste wierzchotki, z których każda zawiera po 10–40 pojedynczych kwiatów. Kwiatostany osadzone są na szypułkach o długości 2,9–5,8 mm. Kielich mierzy 7,1–11,9 mm długości, ma długie ostro zakończone klapy (o długości 1,5–3,8 mm), z wcięciami między nimi niemal do połowy jego długości. Korona kwiatu ma lejkowaty kształt i 10,2–15,2 mm długości, składa się z 5 płatków, początkowo mają różowoczerwoną barwę, lecz z czasem stają się niebieskie lub fioletowe, mają 5 wiązek włosków w gardzieli tworząc pierścień. Nitki pręcików osiągają 1,5–2 mm długości, a pylniki są długie na 1–2 mm. Owocolistki są silnie skompresowane.
OwoceSilnie spłaszczone, połyskujące orzeszki o średnicy 1,2–2,7 mm. Zawierają po 4 nasiona.
Gatunki podobneRoślina jest podobna do gatunku P. affinis, który różni się blaszką liści odziomkowych – ma ona owalny kształt, z ostro zakończonym wierzchołkiem i nasadą gwałtownie zbiegającą po skrzydlatym ogonku.

## Biologia i ekologia
Rośnie w lasach mieszanych oraz zaroślach – przy alejach, na polanach lub jego skraju, często w pobliżu cieków wodnych, na wysokości do 1600 m n.p.m. Występuje na podłożu bogatym w składniki odżywcze. Preferuje gleby o lekko kwaśnym odczynie. Najlepiej rośnie na stanowiskach w półcieniu. Występuje w 5. strefie mrozoodporności. Kwitnie od lutego do czerwca. 

## Zmienność
Według niektórych źródeł miodunka długolistna ma 3 podgatunki, jednak ich status nie został potwierdzony. 
Ponadto w uprawie obecne są kultywary:
- 'Bertram Anderson' – blaszka liściowa jest skórzasta, wąska, pokryta licznymi plamkami o srebrzystej barwie[4],
- 'Diana Clare' – blaszka liściowa ma zieloną barwę ze srebrzystymi plamkami. Kwiaty są relatywnie duże, o niebieskofioletowej barwie[4].